# ستيفان شتشيبوفيتش
ستيفان شتشيبوفيتش (بالصربية: Стефан Шћеповић)‏ و (بالصربية: Стефан Шћеповић) وهو لاعب كرة قدم صربي في مركز الهجوم ولد في يوم 10 يناير 1990، يلعب حالياً مع نادي سيلتك وسبق له اللعب مع سبورتينج خيخون ونادي أشدود وبارتيزان بلغراد وهابويل أكري ونادي كورتريك ونادي سامبدوريا وملادي رادنيك ونادي أو إف كيه بيوغراد ونادي ميريدا ولعب مع منتخب صربيا لكرة القدم ويبلغ طوله 187 سم.

## روابط خارجية
- ستيفان شتشيبوفيتش على موقع الاتحاد الدولي (مؤرشف)  (الإنجليزية)
- ستيفان شتشيبوفيتش على موقع رابطة كرة القدم اليابانية للمحترفين (اليابانية)
- ستيفان شتشيبوفيتش على موقع قاعدة بيانات كرة القدم.إي يو (الإنجليزية)
- ستيفان شتشيبوفيتش على موقع ناشيونال فوتبول تيمز (الإنجليزية)
- ستيفان شتشيبوفيتش على موقع Soccerbase.com (لاعب) (الإنجليزية)
- ستيفان شتشيبوفيتش على موقع Soccerway.com (الإنجليزية)
- ستيفان شتشيبوفيتش على موقع عالم كرة القدم.نت (الإنجليزية)
- ستيفان شتشيبوفيتش على موقع AS.com (الإسبانية)